# Intensivstation

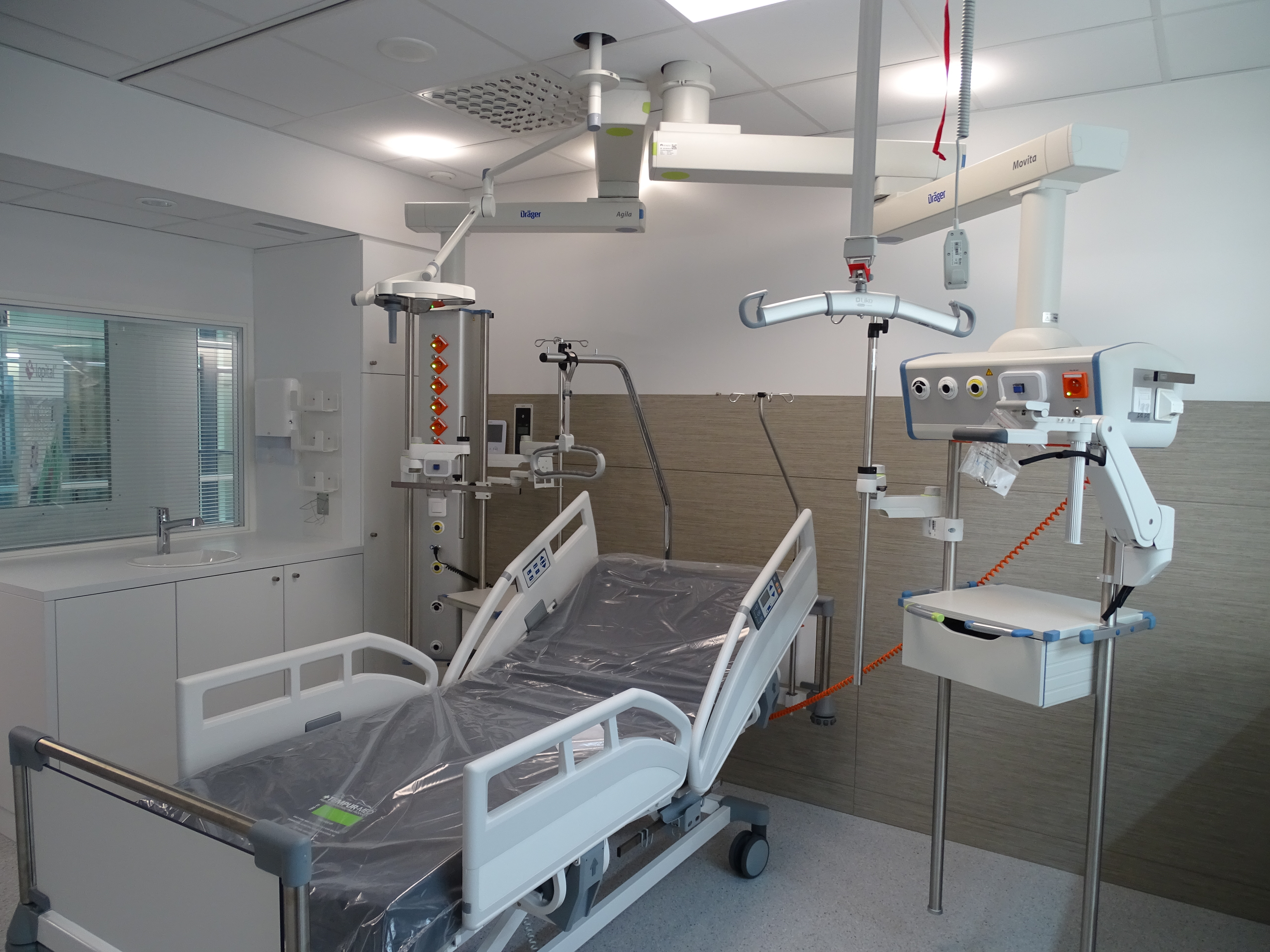
Zimmer einer Intensivstation (2018)

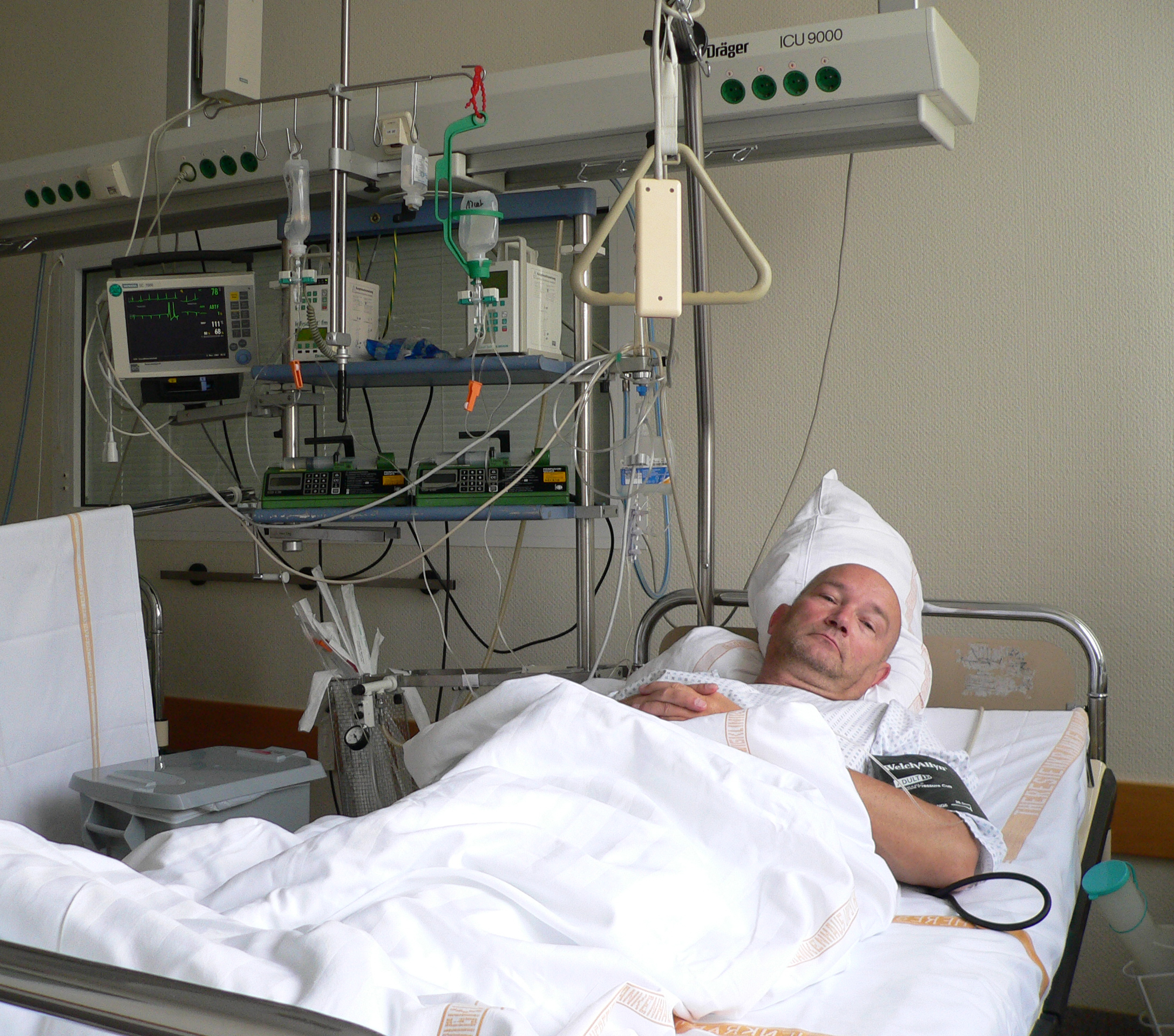
Patient in einer Intensivstation (2007)

Eine Intensivstation (seltener Intensivpflegestation, noch seltener Intensivtherapiestation und Intensivbehandlungsstation) ist eine Station im Krankenhaus, auf der Patienten mit schweren bis lebensbedrohlichen Krankheiten oder Verletzungen intensivmedizinisch behandelt werden. Gebräuchliche Abkürzungen sind IS von Intensivstation, IPS von Intensivpflegestation, ITS von Intensivtherapiestation, IB von Intensivbehandlungsstation, ICU von engl. intensive care unit und ITV von Intensiv.
Viele Krankenhäuser in Deutschland haben inzwischen eine Unterteilung der Patienten nach Schweregraden ihrer Erkrankung vorgenommen und Stationen eingerichtet, die in ihrer personellen wie technischen Ausstattung zwischen Intensiv- und Normalstation liegen. Solche Stationen werden oft als IMC oder IC von Intermediate Care bezeichnet.
In vielen, insbesondere kleineren Krankenhäusern ist nur eine interdisziplinäre Intensivstation vorhanden, die allen medizinischen Bereichen zur Verfügung steht. Diese Intensivstationen werden meist von Anästhesisten geleitet, die für die intensivmedizinische Therapie verantwortlich sind, während Fachärzte des primär zuständigen Fachgebietes das Grundleiden behandeln.
In Krankenhäusern der Maximalversorgung gibt es oft zwei (operative und nicht-operative) oder mehrere Intensiveinheiten, die jeweils einem Fachgebiet zugeordnet sind (Anästhesiologie, Chirurgie, Herzchirurgie, Kardiologie, Neurochirurgie, Neurologie, Pädiatrie, Neonatologie, Innere Medizin mit Nephrologie, Gastroenterologie, Pneumologie usw.).

## Geschichte

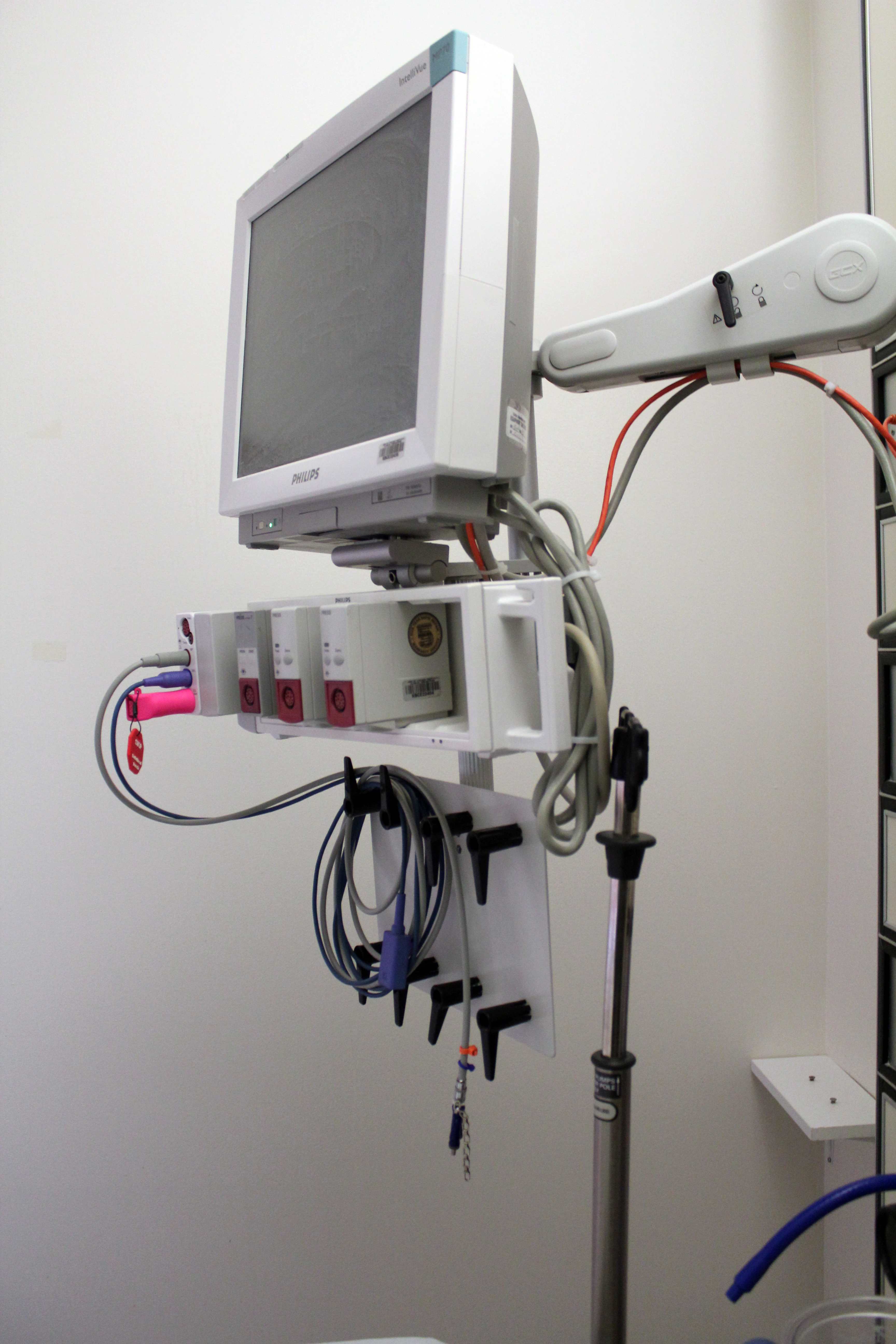
Überwachungsmonitor einer Intensivstation (2011)

1954 leitete Björn Ibsen im Kommunehospital in Kopenhagen eine selbständige Anästhesieabteilung und richtete einen ganztägigen Aufwachraum ein, welcher eine diagnose- und krankheitsunabhängige Intensivbehandlung der Patienten ermöglichte sowie Fachpersonal ausschließlich zur Intensivbehandlung ausbildete, somit wurde die weltweit erste Intensivstation gegründet. Ibsen war aufgrund der Poliomyelitis-Epidemie mit vielen Patienten konfrontiert, die über einen längeren Zeitraum beatmet werden mussten. Die weltweit erste zentrale Intensivstation wurde in den Vereinigten Staaten von Amerika 1958 im Baltimore City Hospital auf Initiative von Peter Safar gegründet. Die erste Intensivstation Österreichs wurde am 11. September 1963 unter Leitung von Rudolf Kucher (1922–1971) und Karl Steinbereithner (Leiter der Abteilung für experimentelle Anästhesiologie an der Klinik für Anästhesie und Allgemeine Intensivmedizin der Universität Wien) zusammen mit Otto Mayrhofer eingerichtet und hatte zunächst 11 Betten.

## Grundsätze
Die Intensivabteilung unterscheidet sich von anderen Einheiten im Krankenhaus durch die Verwendung vielfältiger technischer Apparate (unter anderem zur Durchführung von Narkosen und längerdauernden Beatmungstherapien) sowie durch den Einsatz von mehr Personal. Auf Intensivstationen betreut jede Pflegefachkraft nur ein bis drei Patienten gleichzeitig, während auf Normalstationen bis zu zwanzig Patienten Betreuung durch eine Pflegekraft erhalten. Es werden auch mehr Ärzte eingesetzt, so dass immer ein Arzt anwesend oder in kürzester Zeit verfügbar ist.
Für die pflegerische Arbeit auf Intensivstationen sind besondere Kenntnisse bei der Bedienung und Funktion von Geräten, bei der Assistenz und teilweise Übernahme ärztlicher Tätigkeiten und Fachwissen über spezielle Krankheitsbilder notwendig. Pflegekräfte können eine Zusatzqualifikation für Intensivpflege und Anästhesie erwerben.

## Indikation für einen Intensivaufenthalt
Grundsätzlich werden Kranke jeden Alters auf Intensivstationen behandelt, wenn ihre Erkrankung oder ihr Zustand besonders intensive Überwachungs- oder Behandlungsmaßnahmen erfordern. Der Vorteil der ITS besteht vor allem in der Möglichkeit ständiger Kontrolle der Vitalparameter von Patienten.
Eine unvollständige Aufzählung von Krankheitsbildern, die eine solche Überwachung erforderlich machen, sind Herzinfarkt oder schwere Herzrhythmusstörungen, ARDS, eine Lungenembolie, schwere Asthmaanfälle, Pankreatitis, Gastrointestinale Blutung und Sepsis. Auch die engmaschige Überwachung und medikamentöse Steuerung der Urinausscheidung bei Nierenversagen indizieren einen Intensivaufenthalt. Schwere Verletzungen wie Polytrauma oder Überwachung nach Operationen bedürfen ebenso der intensiven Betreuung wie Patienten mit schwerem Lungenödem und starker Lungenentzündung.
Auch Patienten, welche delirant sind, müssen wegen der notwendigen personellen Überwachung häufig dort versorgt werden. Bei Patienten mit neurologischen Ausfallserscheinungen, insbesondere bei Verdacht auf Schlaganfall, ist ein rascher Transport zu einer Stroke Unit mittlerweile Standard. In vielen Kliniken werden bestimmte Therapien (etwa Kardioversion, Lysetherapie) zur Sicherheit der Patienten nur auf der Intensivstation durchgeführt; auch dies kann der Grund für eine Verlegung von anderen Stationen sein.
Alle Patienten, bei denen auf Grund ihrer Krankheitszeichen eine künstliche Beatmung erforderlich ist, wie beispielsweise Menschen nach Herz-Lungen-Wiederbelebung, werden auf einer Intensivstation betreut, da nur hier die Maßnahme Beatmung durchgeführt werden kann.

## Ausstattung von Intensivstationen

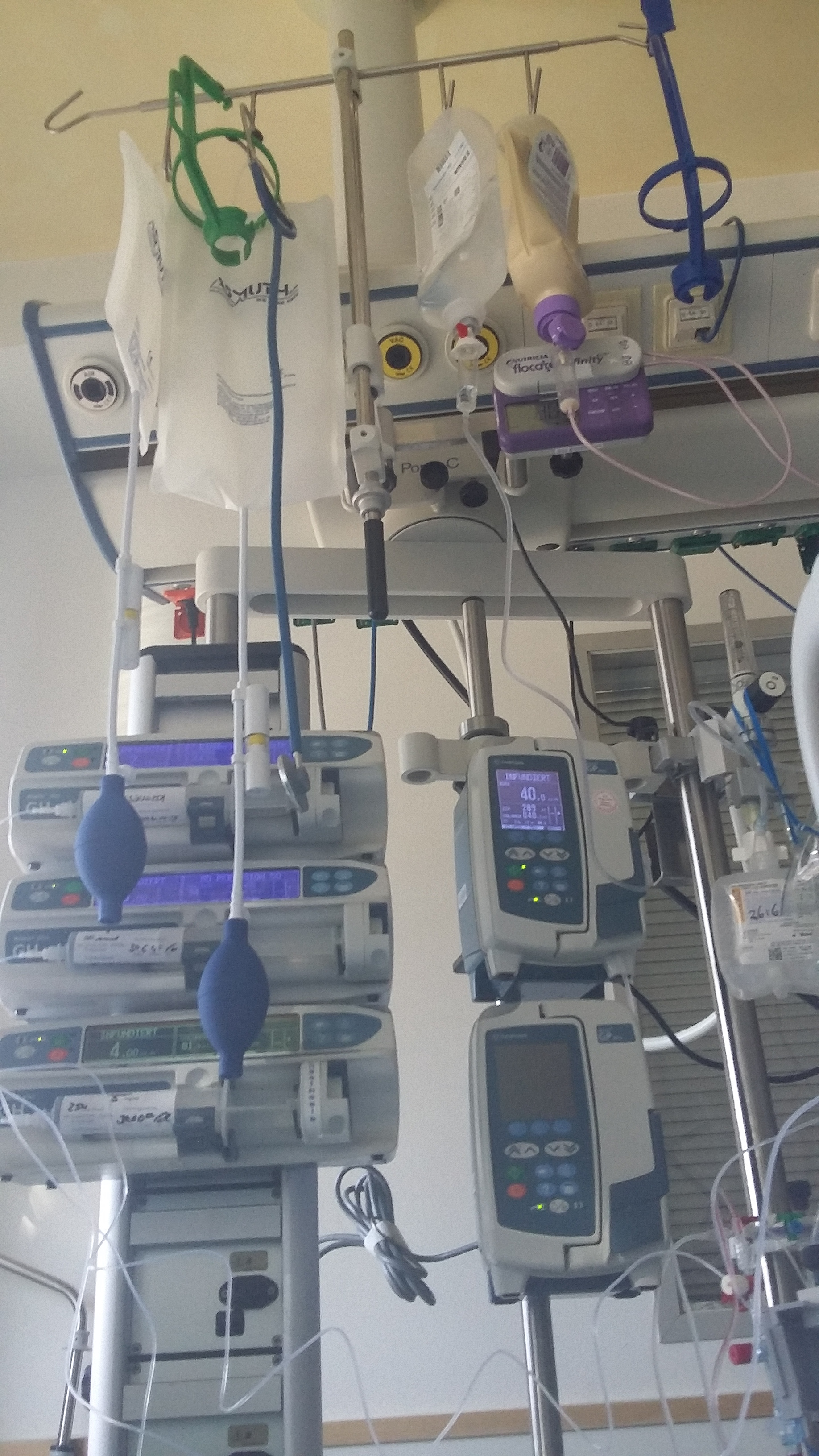
Überwachungsgeräte, Infusionsbeutel und Sondennahrung, Intensivstation der Universitätsklinik in Kiel (2019)

Sowohl die räumliche Gestaltung als auch die Ausstattung einer Intensivstation unterscheidet sich von üblichen Krankenhausstationen meist erheblich, um den besonderen Anforderungen an die Versorgung der überwiegend schwer kranken Menschen gerecht zu werden.
Der Zugang zu einer Intensivstation erfolgt üblicherweise durch eine sogenannte Schleuse, um die Einfuhr krankheitserregender Keime möglichst gering zu halten. Intensivstationen sind in der Regel mit einem Türcode geschützt, damit Unbefugte die Station nicht betreten können. Ebenso wird dadurch verhindert, dass die Intensivstation als Durchgang von Besuchern und Logistik verwendet wird.
Für die aufwändigen Überwachungs- und Behandlungsverfahren werden pro Patient beispielsweise 20–25 m² Grundfläche, 16–20 Steckdosen, drei bis vier Sauerstoffanschlüsse, Druckluftanschlüsse und Vakuumanschlüsse sowie gegebenenfalls eine Narkosegasableitung für notwendig gehalten. Zur kontinuierlichen Kontrolle von EKG, Blutdruck, Körpertemperatur und oftmals noch viel mehr Vitalparametern sind an jedem Behandlungsplatz Monitore angebracht, deren Signale zusätzlich meist in eine Überwachungszentrale geleitet und auch von dort beobachtet und ausgewertet werden können. Viele der in der Intensivmedizin verwendeten Medikamente müssen über elektronisch gesteuerte Medikamentenpumpen (Spritzenpumpe) direkt intravenös verabreicht werden, so dass oft vier bis zehn derartige Geräte neben dem Patientenbett aufgestellt sind. Daneben werden viele Menschen maschinell beatmet, weshalb oft auch Beatmungsgeräte bereitstehen. Manche Patienten benötigen auch die Dialyse oder Apherese; sämtliche Gerätschaften müssen in unmittelbarer Patientennähe aufgestellt werden können.

## COVID-19-Pandemie
Eine weitere besondere Bedeutung kommt den Intensivstationen seit dem Ausbruch der COVID-19-Pandemie im Jahr 2020 zu. In vielen Ländern gelten sie als Nadelöhr der Versorgung von COVID-19-Patienten. In den ersten beiden Pandemiewellen im Frühjahr und im Herbst 2020 kam es in vielen Ländern der Welt zu einer so großen Anzahl von Patienten mit intensivmedizinischem Pflegebedarf, dass Intensivstationen vielerorts überlastet wurden und Ärzte nach dem Triage-Prinzip sortierten, um zu entscheiden welcher Patient ein Intensivbett bekommt oder behalten durfte und wer zum Sterben in die Palliativmedizin verlegt wurde. Deutschland richtete im Frühjahr 2020 eine Notreserve von rund 12.000 Intensivbetten ein und nahm wiederholt Intensivpatienten aus anderen Ländern auf, vor allem aus Frankreich und Italien. Zudem bemühen sich Krankenhäuser unter anderem in Deutschland darum, nicht-lebensnotwendige Operationen, die im Anschluss eventuell zu intensivmedizinischem Pflegebedarf führen, auf eine unbestimmte Zeit nach einer möglichen Überwindung von COVID-19 oder nach dem Abflauen einer Welle zu verschieben.

## Historische Literatur
- Karl Steinbereithner, Rudolf Kucher: Intensivstation Intensivpflege Intensivtherapie. Möglichkeiten, Erfahrungen und Grenzen. Thieme, Stuttgart 1972; 2., neubearbeitete und erweiterte Auflage, herausgegeben von Hans Bergmann, ebenda (und New York) 1984.